# Hodišov
Hodišov (polsky Godziszów, německy Godzischau) je vesnice v jižním Polsku ve Slezském vojvodství v okrese Těšín v gmině Holešov. Leží na území Těšínského Slezska v kopcovité krajině Slezského podhůří. Ke dni 31. 3. 2014 zde žily 604 osoby, rozloha obce činí 5,60 km².
Ke katastru Hodišova patří celá hora Chełm (464 m n. m.), izolovaná vyvýšenina Slezského podhůří, kterou probíhá rozvodí Odry a Visly. Od 17. století se na tomto kopci těžil vápenec. Mezi lety 1934 až 1951 působila na vrcholu Chełmu škola bezmotorového létání. Dnes se na něm nachází penzion Markis navazující na letecké tradice organizováním paraglidingových kurzů. Vrchol Chełmu je skvělým vyhlídkovým místem, neboť se osamoceně tyčí 150 metrů nad okolní krajinou. Je odsud vidět mj. Ostrava, a za dobrého počasí i Jeseníky.
Centrum Hodišova se nachází na severovýchodních svazích Chełmu. Jedná se o ryze zemědělskou vesnici se značným počtem větších statků. Severní a východní hranici obce tvoří řeky Kyselůvka a Radoň. Místní památkou je evangelický kostel z roku 1927.
Přes Hodišov vede okresní silnice spojující Skočov z Holešovem, a také železniční trať Katovice – Visla, resp. Těšín – Skočov, ovšem bez vlakové zastávky.